# Ocamonte
Ocamonte – miasto w Kolumbii, w departamencie Santander.